# スコーリア戦史
『スコーリア戦史』（スコーリアせんし、The Saga of the Skolian Empire，The Skolian Saga)は、アメリカのSF作家キャサリン・アサロによるSF小説シリーズである。日本ではハヤカワ文庫から4編の長編と1編の短編が翻訳刊行されている（翻訳者は中原尚哉）。

## 物語
紀元前40世紀に謎の宇宙種族によって惑星レイリコンへと殖民させられた地球人の子孫は遺伝子操作の結果、二つの種族に分かれていた。その二つの種族は、地球人がようやく宇宙への進出を果たした23世紀には最上級の共感能力者（エンパス）である「ローン系サイオン」の王族が統治するスコーリア王圏と他者の苦痛を快感として貪る能力を持った「アリスト階級人」が支配するユーブ帝圏の二大勢力となり、宇宙の覇権を争う長い戦争を繰り広げていた。軍事力で勝るユーブに対してスコーリアはエンパスの持つ共感能力で展開される超光速の情報通信網の力で拮抗していた。そしてこの二大勢力による抗争が展開される宇宙に遅れて進出した地球人類による地球連合圏が中立勢力として絡むようになり、宇宙における人類世界は三つ巴の様相を示していく。
スコーリア宇宙軍の将校であるソースコニー・バルドリア-通称ソズ-、はスコーリア王圏の王位継承者でありエンパスの一人である美貌のサイボーグ戦士。彼女は生涯の大半をユーブ軍との戦争に費やしてきたが、ある日休暇で訪れていた地球連合圏の勢力下にある中立惑星デロスにて敵対するユーブ帝圏の高位の貴族の青年の身辺を探るうちにユーブ皇帝の世継ぎであり、出生に秘密があるという事を知る。やがてソズはその青年-ジェイブリオル・コックス、とお互いに心を惹かれあっていくが…。

## 作品リスト
- 飛翔せよ、閃光の虚空へ（Primary Inversion)
- 稲妻よ、聖なる星をめざせ（Catch the Lightning）
- 制覇せよ、光輝の海を！（The Radiant Seas）
- 目覚めよ、女王戦士の翼（The Last Hawk）
- Asendant Sun
- The Quantum Rose
- Spherical Hermonic